# クレイグ・ベアード
クレイグ・ジョージ・ベアード（Craig George Baird,1970年7月22日 ₋ ）は、ニュージーランドのレーシングドライバーである。

## 経歴
1991年からニュージーランドのフォーミュラ・パシフィックに参戦。この年から1993年まで3年連続でシリーズチャンピオンを獲得した。
1994年からはツーリングカーレースに参戦を始め、ニュージーランドツーリングカー選手権にBMWで参戦。1997年まで4年連続でシリーズチャンピオンを獲得する好成績を収めている。
1998年からはイギリスツーリングカー選手権(BTCC)に参戦。この年にプジョーに移籍した、ポール・ラディシッチの後任としてフォードチームよりフォード・モンデオで参戦した。しかし、この年のフォードはボルボや日産などの他のワークスチームなどに押され、ベアードも苦戦を強いられた。
その後はオーストラリアなどで開催されている、ヴァージン・オーストラリア・スーパーカー・チャンピオンシップなどで活躍した。また、オーストラリアのポルシェ・カレラカップでは5度のシリーズチャンピオンを獲得している。

## レース戦績

### イギリスツーリングカー選手権
| 年     | チーム                         | 使用車両           | 1        | 2        | 3         | 4        | 5        | 6        | 7        | 8         | 9        | 10       | 11    | 12    | 13       | 14       | 15       | 16      | 17        | 18        | 19       | 20       | 21    | 22    | 23    | 24    | 25    | 26    | 順位 | ポイント |
| ------ | ------------------------------ | ------------------ | -------- | -------- | --------- | -------- | -------- | -------- | -------- | --------- | -------- | -------- | ----- | ----- | -------- | -------- | -------- | ------- | --------- | --------- | -------- | -------- | ----- | ----- | ----- | ----- | ----- | ----- | ---- | -------- |
| 1998年 | フォード・モンデオ・レーシング | フォード・モンデオ | THR 1 15 | THR 2 14 | SIL 1 Ret | SIL 2 10 | DON 1 14 | DON 2 13 | BRH 1 15 | BRH 2 Ret | OUL 1 14 | OUL 2 11 | DON 1 | DON 2 | CRO 1 14 | CRO 2 13 | SNE 1 11 | SNE 2 6 | THR 1 Ret | THR 2 DNS | KNO 1 12 | KNO 2 13 | BRH 1 | BRH 2 | OUL 1 | OUL 2 | SIL 1 | SIL 2 | 20位 | 6        |